# Державна дослідна станція птахівництва Інституту тваринництва НААН України
Державна дослідна станція птахівництва Інституту тваринництва НААН України є науковою установою Відділення зоотехнії Національної академії аграрних наук України.

## Історія
Державна дослідна станція птахівництва була заснована у 1930 році як Всеукраїнський науково-дослідний інститут птахівництва в Кам'янці-Подільському, він був реорганізований в Українську науково-дослідну станцію птахівництва, яка в 1938 році переведена в село Бірки Харківської області.
У 1959 році станція птахівництва знову одержала статус науково-дослідного інституту. У 1992 році інститут отримав назву Інституту птахівництва.
З 1 квітня 2012 р. приєднаний до Інституту тваринництва НААН як відділ птахівництва. З 2014 року створена окрема наукова організація — Державна дослідна станція птахівництва Інституту тваринництва НААН України.

## Структура
- Відділ інноваційного розвитку птахівництва
- Відділ забезпечення якості кормів і ветеринарного благополуччя
- Експериментальна ферма «Збереження державного генофонду птиці»

## Напрямки досліджень
- створено 4 кроси яєчних курей
  - Слобідський 2А
  - Борки 117
  - Борки-колор
  - крос Україна

Ці кроси мають промислове значення та використовуються птахівницькими господарствами України.
- Створено 2 породи яєчних курей
  - Полтавська глиняста
  - Бірківська барвиста
- Створено м'ясо-яєчні популяції курей:
  - Золотисті
  - Голубі
  - Рябі
  - Зозулясті
  - Сніжні
- Створено крос індиків
  - Харківські широкогруді
- Створено 2 породи гусей
  - Велика біла
  - Велика сіра
- Створено 4 породи українських качок
  - Глинясті
  - Сірі
  - Білі
  - Чорні білогруді